# The End (The Doors)
(Jim Morrison, The End, 1967)
The End è un brano musicale del gruppo rock statunitense The Doors. La canzone nacque e si sviluppò nel corso di alcuni mesi grazie a una serie di esibizioni al Whisky a Go Go di West Hollywood nel 1966, con Jim Morrison che improvvisava parte del testo di volta in volta aggiungendo o modificando strofe ad ogni concerto. Fu infine registrata nell'agosto del 1966 e pubblicata come brano conclusivo dell'album di debutto della band, The Doors il 4 gennaio del 1967.
Morrison inizialmente scrisse il testo come commento alla fine del rapporto con la sua ex fidanzata Mary Werbelow, ma il significato della canzone evolse in qualcosa di più profondo nei mesi seguenti nel corso delle esibizioni al Whisky a Go Go.
The End è stata classificata alla posizione numero 336 della lista delle 500 migliori canzoni redatta dalla rivista Rolling Stone.
La rivista Guitar World ha posizionato l'assolo di chitarra presente nella canzone al numero 93 della classifica "100 Greatest Guitar Solos of All Time".

## Il brano

### Registrazione
La traccia fu registrata ai Sunset Sound Recording Studios di Los Angeles nell'estate del 1966, dopo svariate prove della canzone, sviluppatasi nel corso delle esibizioni dal vivo della band. The End era nata da una sorta di improvvisazione free form del gruppo sul palco, sulla quale Morrison improvvisava un testo diverso ogni sera. Giunti ad una versione del testo quasi definitiva, la canzone fu messa su nastro in studio abbassando le luci per creare maggiore atmosfera. Finita la registrazione, un Morrison sotto effetto dell'alcool tornò di soppiatto in studio a notte fonda e cosparse l'intero posto di schiuma antincendio.

### Influenze letterarie
Molteplici sono le influenze letterarie classiche e moderne presenti nel brano. Con The End risultò lampante la centralità dei testi nella produzione musicale dei Doors. Evitando ogni tentativo meramente emulativo, Morrison fa convergere la poetica simbolista e visionaria di William Blake, il decadentismo oscuro e minaccioso di Edgar Allan Poe e le istanze di protesta di Allen Ginsberg.
Ad un certo punto nella canzone fu introdotta una celebre parte parlata, che comincia con la frase: «The killer awoke before dawn, he put his boots on. Went to the room where his sister lived and... walked on down the hall » ("l'assassino si svegliò prima dell'alba, indossò gli stivali. Passò dalla stanza di sua sorella e... proseguí per il corridoio"), culminando in maniera drammatica con i versi: «Father, yes son? I want to kill you. Mother, I want to...» ("Padre, Si figliolo? Voglio ucciderti. Madre, io voglio..."). Seguono, nella versione discografica, urla incomprensibili coperte dal crescendo strumentale; ma nelle esecuzioni dal vivo Morrison urlava spesso: «fuck you all night long» ("fotterti tutta la notte") o parole simili. Si tratta della celeberrima sezione edipica parte integrante del mito dei Doors e del Morrison poeta:
(The End, Jim Morrison)
Il passaggio può essere chiaramente considerato un riferimento all'Edipo re di Sofocle, una produzione alla quale Jim Morrison aveva lavorato nel periodo in cui frequentava la Florida State University.
Nel 1969 Morrison disse: «Tutte le volte che ascolto la canzone, significa qualcosa per me. Cominciava come una canzone d'addio, probabilmente per una ragazza, ma potrebbe essere un addio a un tipo d'infanzia. Sinceramente non lo so. Io penso che sia sufficientemente complessa e universale nel suo linguaggio da essere qualsiasi cosa si voglia».
Ray Manzarek, il tastierista dei Doors, dice: «Jim stava dando voce nel mondo del rock al complesso di Edipo, ai tempi una tendenza molto discussa nella psicologia freudiana. Egli non stava dicendo di voler fare ciò ai propri genitori. Stava rappresentando un po' di drammaturgia greca. Era teatro!»
Jim Morrison può essere stato influenzato anche dai concetti di individuazione e archetipo elaborati da Carl Gustav Jung, e fu certamente influenzato dal concetto di Friedrich Nietzsche di andare oltre i limiti delle esistenze umane che esistono da tanto tempo, adorando la vitalità e la vita di Dioniso ("la madre"), e rigettava i sistemi e le tradizioni di Apollo ("il padre").
Altre influenze centrali provengono dal libro di Jack Kerouac Sulla strada, da qui i vari riferimenti al West e alle strade percorse da Kerouac e Cassady (Sal e Dean) nel romanzo. Ci possono essere riferimenti a Freud e alla psicanalisi, nella terza strofa i versi: «All the children are insane» ("Tutti i bambini sono pazzi") riassumono le parole di Freud, che per primo attribuì la sessualità ai bambini definendoli perversi polimorfi, in quanto anche nei bambini è presente l'impulso sessuale, solo non finalizzato alla riproduzione.
Nel brano il riferimento al «The Blue Bus» ("L'autobus blu") può essere interpretato in diversi modi. Potrebbe ad esempio essere un riferimento al bus blu che, negli Stati Uniti, i militari usavano per recarsi alle basi di addestramento durante la guerra del Vietnam, nel periodo in cui fu scritta la canzone; in tal modo Morrison voleva farla intendere come un segno di protesta. Ma le ipotesi più accreditate parlano semplicemente di un nostalgico riferimento all'autobus di colore blu che percorreva il Pico Boulevard in direzione della spiaggia di Venice. C'è tuttavia da notare che lo stesso Manzarek tracciò un paragone fra l'autobus blu e la barca solare degli antichi egizi, che simboleggia il viaggio tra la vita e la morte, istituendo così un paragone con la nave di cristallo di The Crystal Ship, ovvero con un mezzo che permetta di oltrepassare le Porte della percezione; il colore blu, in questa ottica, è visto come il colore del paradiso e della misticità.

## Formazione
- Jim Morrison - voce, tamburello
- Robby Krieger - chitarra elettrica
- Ray Manzarek - Vox Continental, tastiere
- John Densmore - batteria

## Versioni differenti
Anche se la versione del 1967 è quella più celebre e diffusa, esistono in commercio svariate versioni lievemente differenti di The End.
- Una versione significativamente accorciata, spesso indicata erroneamente come "single version", venne inclusa sull'album Greatest Hits. La versione editata è lunga circa la metà dell'originale.
- La versione di The End utilizzata da Francis Ford Coppola per il film Apocalypse Now, diversa da quella del 1967, è un remix creato per il film: la traccia vocale viene infatti enfatizzata, il finale è in crescendo, e viene evidenziato l'uso libero della tecnica scat di Morrison. Questa parte della traccia vocale era udibile solo parzialmente nella versione sull'album The Doors del '67, e molte delle improvvisazioni erano state sepolte nel missaggio (compreso il canto in stile scat); Morrison era udibile chiaramente solo nel finale del crescendo strumentale quando urla le parole: «Kill! Kill!».
- Un nuovo mixaggio 5.1 della canzone è stato incluso nel box set del 2006 Perception. Il nuovo mixaggio possiede maggiori dettagli sonori rispetto all'originale del 1967.
- Nella versione registrata dal vivo al Madison Square Garden nel 1970, inclusa nel cofanetto The Doors Box Set, sono chiaramente udibili le parole: «Mother, I want to fuck you!» ("Madre, voglio fotterti!") censurate nella versione pubblicata su disco nel '67, coperte dal crescendo strumentale.
- Una versione molto personale fu fornita da Nico nel concerto June 1, 1974.

## Diffusione
- Nel film Apocalypse Now di Francis Ford Coppola la canzone è inserita nella scena iniziale come colonna sonora, introdotta dal rumore di un elicottero poi incluso in alcune versioni successive.
- È utilizzata da Martin Scorsese nel film Chi sta bussando alla mia porta, come colonna sonora di una scena di sesso.
- È citata da Franco Battiato nel finale di Bandiera bianca, quando si sovrappongono tre voci, l'una che ripete «Sul ponte sventola bandiera bianca», la seconda che ripete «Minima immoralia» e l'ultima che appunto ripete «This is the end my only friend».
- Ne I Simpson è utilizzata nell'episodio in cui Homer contempla il suicidio in un altro, Kiss Kiss Bang Bangalore, è utilizzata come parodia di Apocalypse Now, nella quale Homer pensa di essere un dio come il colonnello Kurtz e nell'episodio in cui Lisa fuma per migliorare le sue prestazioni nella danza e Bart la spia uscendo dalla spazzatura.
- Nell'anime Yu Yu Hakusho la canzone è citata negli episodi 88 e 89, e vi si possono vedere alcune scene del film Apocalypse Now.